# متحف ثقافة البوب

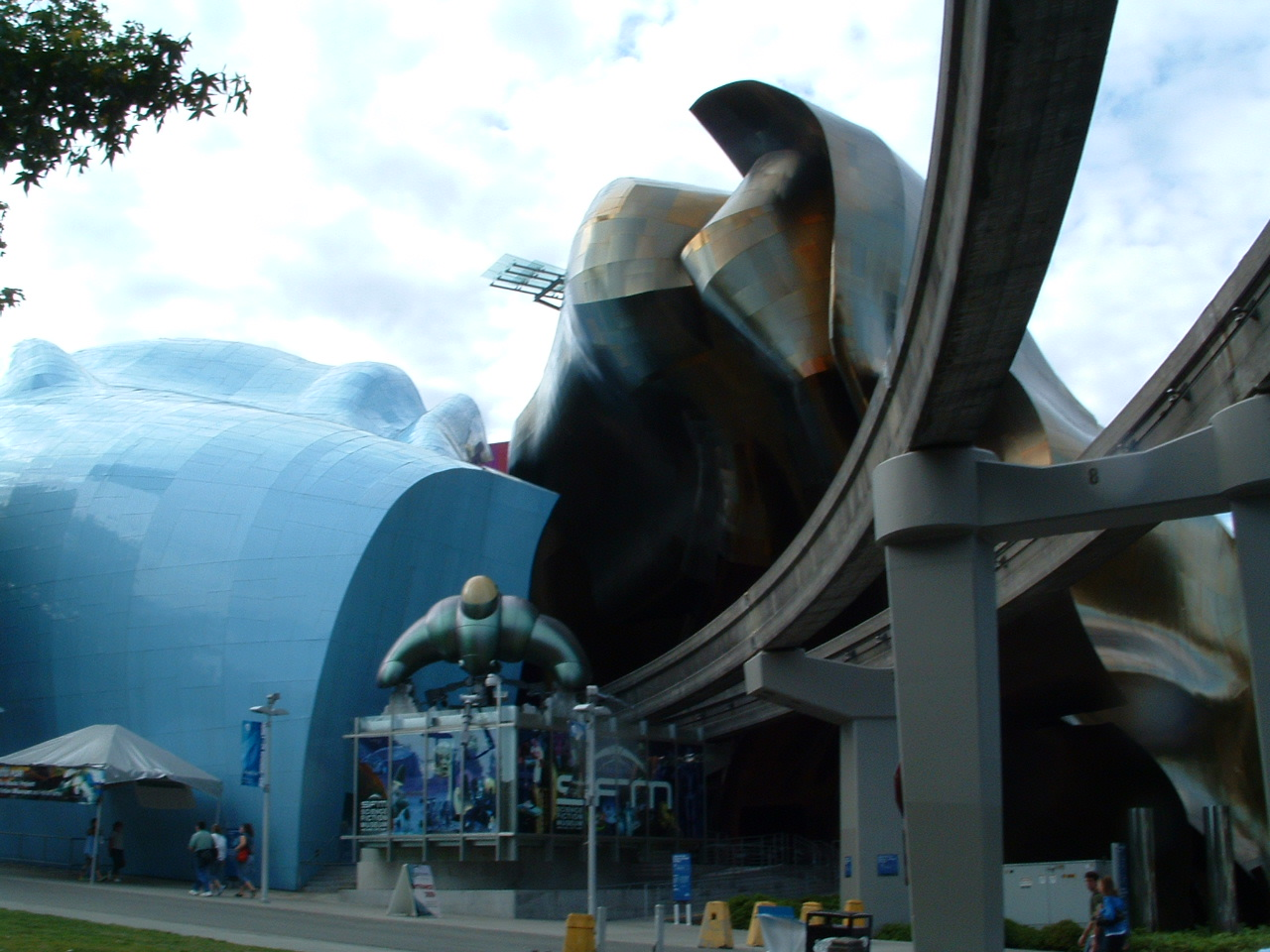
خطوط السكة الحديد الأحادية التي تمر عبر مبنى متحف ثقافة البوب.

متحف ثقافة البوب، أو موبوب MoPOP (الذي كان يسمى سابقا متحف EMP) هو متحف غير ربحي، مكرس للثقافة الشعبية المعاصرة. تأسس من قبل المؤسس المشارك للمايكروسوفت بول ألين في عام 2000 كمشروع الموسيقى التجريبية. ومنذ ذلك الوقت، نظم المتحف عدة معارض، منها 17 معرضا عبر الولايات المتحدة ودوليا.
 قد أنشأ المتحف، الذي كان يعرف باسم مشروع الموسيقى التجريبية ومتحف الخيال العلمي وقاعة المشاهير (EMP|SFM) ومتحف (EMP) في وقت لاحق حتى تشرين الثاني / نوفمبر 2016، العديد من البرامج العامة بما في ذلك ساوند أوف!، والعرض السنوي 21 وتحت المعركة بين العصابات الذي يدعم مشاهد لجميع الأعمار، ومؤتمر البوب، وهو تجمع سنوي من الأكاديميين والنقاد والموسيقيين، وهواة الموسيقى.
 يقدم برنامج MoPOP، بالتعاون مع مهرجان سياتل السينمائي الدولي (SIFF) مهرجان الخيال العلمي والخيال السينمائي القصير الذي يقام سنويا في فصل الشتاء في مسرح سياتل سينيراما.

## أنشطة

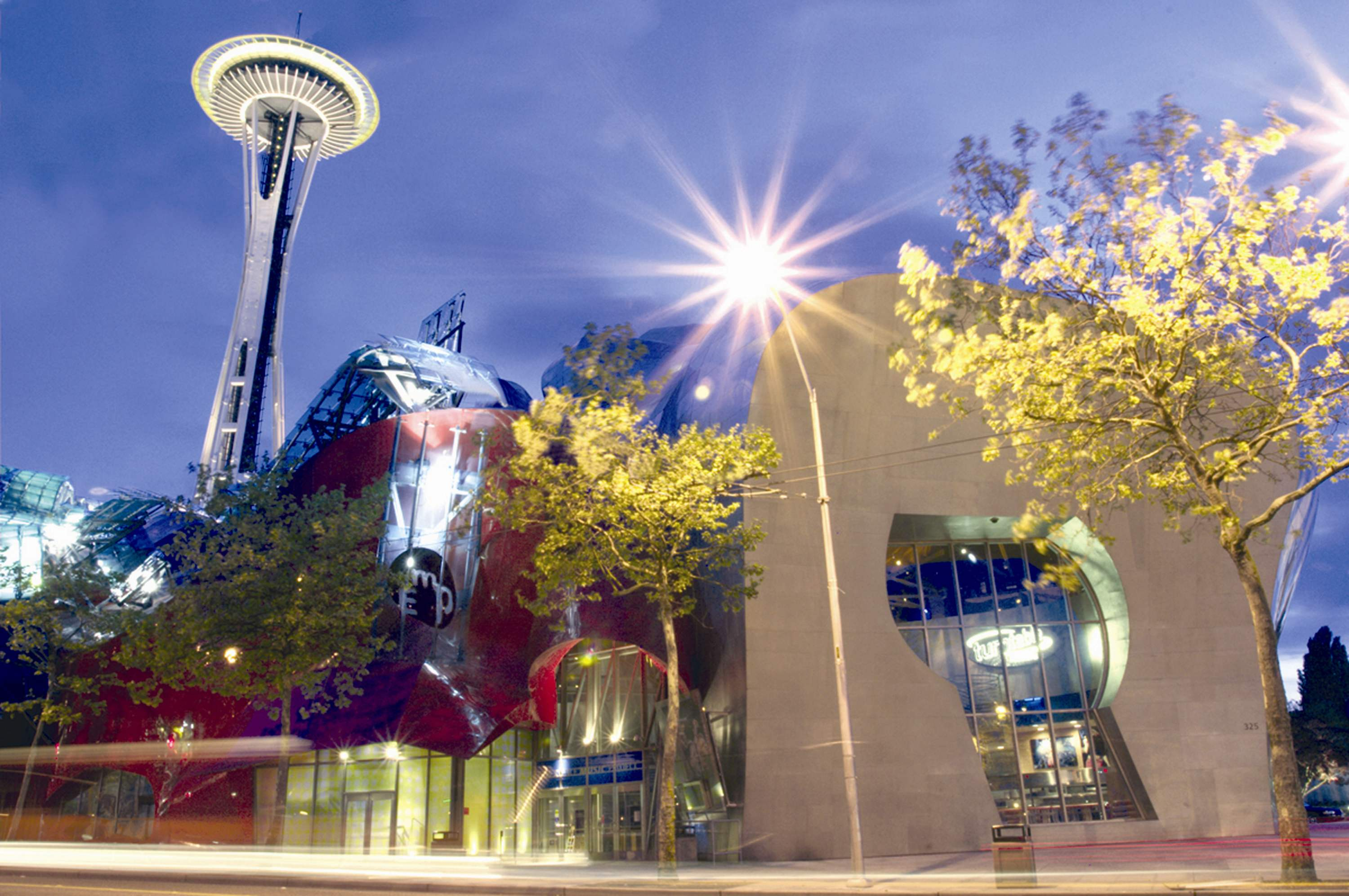
منظر ليلي من متحف ثقافة البوب.

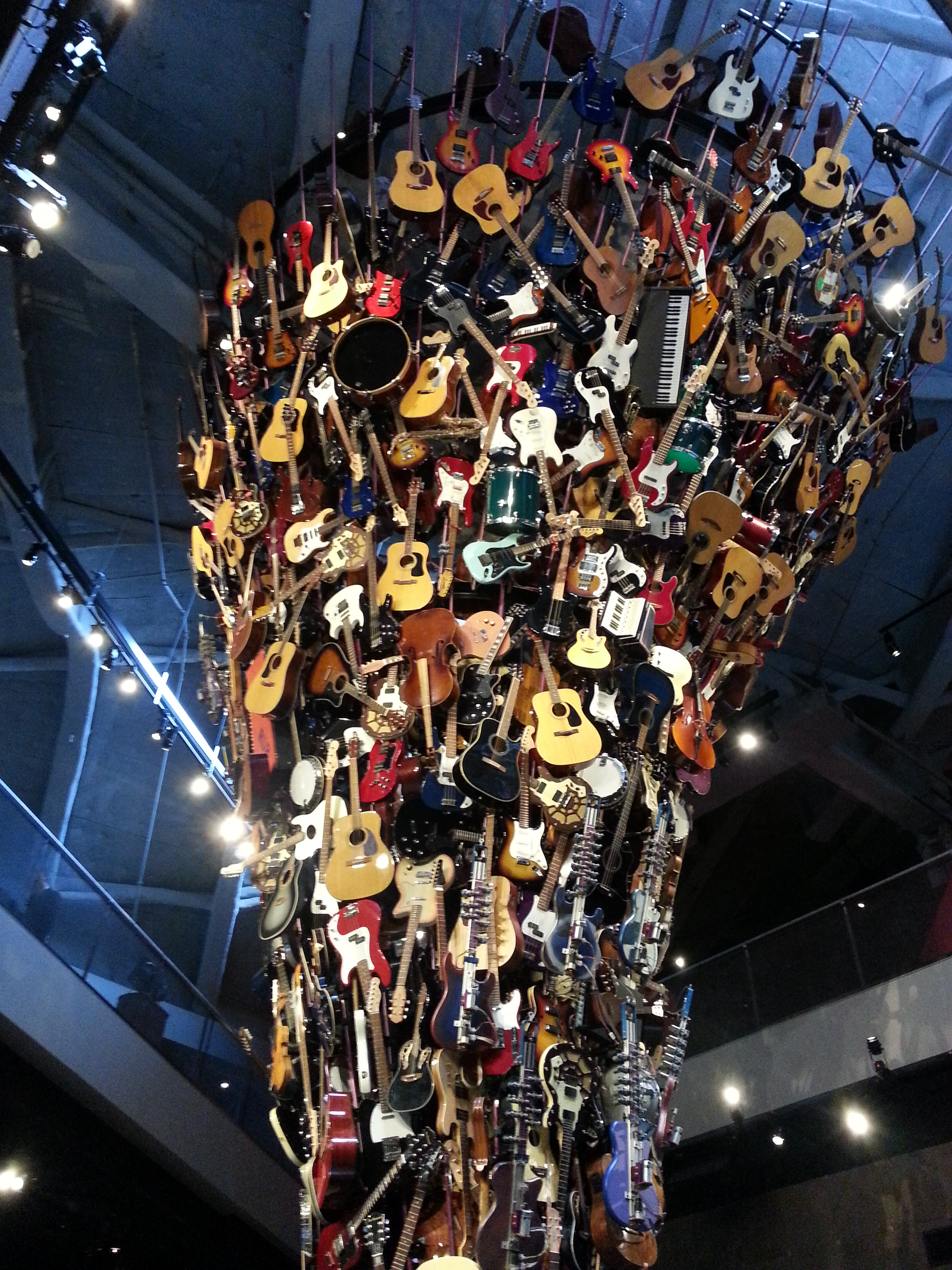
تمثال الجيتار في متحف ثقافة البوب.

متحف فن البوب هو موطن للمعارض ومحطات النشاط التفاعلي، والنحت الصوتي، والموارد التعليمية المختلفة.
- المبنى تبلغ مساحته 140,000 قدم مربع (13,000 متر مربع)، صممه فرانك أو جيري، يضم العديد من صالات العرض وكنيسة السماء، التي تحتوي على شاشة ليد سوداء من طراز باركو C7، واحدة من أكبر شاشات ليد الداخلية في العالم.[1]

- المعارض التي تغطي ثقافة البوب، من فن الفانتازيا، وسينما الرعب، وألعاب الفيديو إلى أدب الخيال العلمي والأزياء من الشاشة والمسرح.

- الأنشطة التفاعلية المدرجة في صالات العرض مثل مختبر الصوت وعلى المسرح حيث يمكن للزوار استكشاف التدريب العملي على أدوات الروك أند رول من خلال الآلات، وأداء الموسيقى قبل الحضور الجماهيري.

- لو السادس أصبح التاسع (IF VI WAS IX)، تمثال لغيتار ويتكون من أكثر من 500 آلة موسيقية و 30 حاسوب والذي وضع تصوره مصمم المعارض في المملكة المتحدة نيل بوتر وطوره نحات الصوت تريمبين.[2][3]

- أكبر تجمع في العالم للقطع الأثرية النادرة، والكلمات المكتوبة بخط اليد، والأدوات الشخصية، والصور الأصلية احتفالا بموسيقى وتاريخ الموسيقيين من سياتل نيرفانا وجيمي هندريكس.

- الموارد التعليمية تشمل حلقات العمل الخاصة ببرنامج المناهج الدراسية في المتحف، وبرامج التوعية؛ ستار (Student Training in Artistic Reach) (تدريب الطلاب على الوصول الفني)؛ ومخيمات الإبداع للأطفال. وورش العمل للفنانين المراهقين. وكتابة من هذا العالم، ومسابقة الخيال العلمي السنوية والقصة الخيالية القصيرة للطلاب من الصف الثالث حتى الثاني عشر. ومحل إقامة فنان الهيب-هوب.

- البرامج العامة مثل الخيال العلمي + مهرجان فيلم الخيال القصير لموبوب، ومؤتمر البوب، والمجلس الاستشاري للشباب (YAB)، وساوند أوف!.

- كان موبوب هو موقع برنامج الحفل والعرض التجريبي لورشة العمل الأولى، التي أصبحت فيما بعد المؤتمر الدولي السنوي حول واجهات جديدة للتعبير الموسيقي، وهو مكان رائد لأبحاث متطورة في مجال تكنولوجيا الموسيقى.

## متحف الخيال العلمي
تم إنشاء متحف الخيال العلمي وقاعة المشاهير من قبل بول ألين وجودي باتون وتم افتتاحه للجمهور في 18 يونيو 2004. وقد أدرج قاعة مشاهير الفانتازيا والخيال العلمي التي أنشئت في عام 1996 (أدناه). تم تقسيم المتحف إلى عدة صالات عرض بمواضيع مشتركة مثل «هوم ورلد» و «رحلات رائعة» و «عالم جديد شجاع» و «ذيم!» وعرض كل معرض تذكارات ذات صلة (دعائم الأفلام، والطبعات الأولى، والأزياء، والنماذج) في حقائب للعرض الكبيرة والملصقات، والشاشات التفاعلية لرسم المواضيع المختلفة. «من الروبوتات إلى الحزم النفاثة إلى البدلات الفضائية وبنادق الأشعة، كل شيء هنا». وكان أعضاء المجلس الاستشاري للمتحف ستيفن سبيلبرغ، وراي برادبوري، وجيمس كاميرون، وجورج لوكاس. وكان من بين مجموعتها من القطع الأثرية كرسي القيادة الخاص بالكابتن كيرك من ستار تريك، وروبوت B9 من لوست إن سبيس، ونموذج نجم الموت من حرب النجوم، ومدمر T800 والقبة من فيلم الجري الصامت. على الرغم من أنه تم إلغاء تثبيت متحف الخيال العلمي كمجموعة دائمة في مارس 2011، افتتح معرض جديد يدعى رموز الخيال العلمي كبديل في يونيو 2012، وفي ذلك الوقت تم الكشف عن عرض قاعة المشاهير الجديدة وانضمام فئة عام 2012.

## قاعة مشاهير الفانتازيا والخيال العلمي
تأسست قاعة مشاهير الفانتازيا والخيال العلمي في عام 1996 من قبل مجتمع كانساس سيتي للخيال العلمي والفانتازيا (كانساس سيتي، ميزوري) ومركز دراسة الخيال العلمي (CSSF) في جامعة كانساس (KU). والرئيسان كانا كيث ستوكس (1996-2001) وروبين واين بيلي (2002-2004). الكتاب والمحررون كانوا هم فقط المعترف بهم، وأربعة منهم يتم إدخالهم سنويا، اثنين من المتوفين واثنين على قيد الحياة. تم الإعلان عن كل فئة من الأربعة في مؤتمر الخيال العلمي السنوي في كانساس سيتي، كونكويست (ConQuesT)، وأدخلت في مؤتمر كامبل الذي استضافه مركز دراسة الخيال العلمي.
توقفت قاعة المشاهير عن إشراك كتاب الخيال بعد عام 2004، عندما أصبحت جزءا من متحف الخيال العلمي التابع لموبوب تحت اسم «قاعة مشاهير الخيال العلمي». بعد أن تم استحداث 36 كاتبا في تسع سنوات، في عام 2005 بدأ الاعتراف بوسائل الإعلام غير الأدبية. واحتفظت بحصة أربعة أعضاء جدد، وبالتالي خفضت العدد السنوي للكتاب. وأصدرت النشرات الصحفية لعامي 2005 و 2006 أعضاء جدد في فئات «الأدب»، و «الفن»، و «الأفلام والتلفزيون والإعلام»، والفئات «المفتوحة»، كل واحدة على حدا. في عامي 2007 و 2008 تم وضع العضو المشارك الرابع في واحدة من الثلاث فئات الكبيرة.
وقد قام المتحف بتثبيت متحف الخيال العلمي في مارس 2011. عندما تم افتتاح معرض «رموز الخيال العلمي» في يونيو 2012، تم الكشف عن قاعة جديدة للمشاهير وفصلها في عام 2012.
يتم تقديم الترشيحات من قبل الجمهور ولكن يتم الاختيار من قبل «الحائز على جائزة الخيال العلمي للمؤلفين والفنانين والمحررين والناشرين ومهنيي الفيلم».
وقد استعاد موبوب الاسم الأصلي على الإنترنت خلال شهر حزيران / يونيو 2013 وأعلن عن خمسة أعضاء جدد، واحدا يوميا، ابتداء من 17 يونيو / حزيران. تم الاستشهاد بالأربعة الأوائل بشكل كبير أو كلي للخيال العلمي، لكن الأخير كان جيه آر آر. تولكين، «تمت الإشادة به باعتباره والد الأدب الخيالي الحديث».
وتصل فئة عام 2014 إلى 84 عضوا، أي أربعة سنويا باستثناء خمسة في 2008 و 2013 إلى 2015.
مشاركات قاعة مشاهير الفانتازيا والخيال العلمي
- 1996: جون كامبل، الابن. هوغو جيرنسباك؛ جاك ويليامسون؛ أ. فان فوغت.

- 1997: اندريه نورتون. آرثر سي كلارك؛ هربرت جورج ويلز؛ إسحق عظيموف

- 1998: هال كليمنت؛ فريدريك بول؛ سي. إل. مور؛ روبرت أنسون هاينلاين

- 1999: راي برادبوري؛ روبرت سيلفربيرغ؛ جول فيرن؛ إبراهيم ميريت

- 2000:بول أندرسون؛ غوردون ر. ديكسون؛ ثيودور ستارجيون؛ إيريك فرانك راسل

- 2001: جاك فانس؛ أورسولا لي جوين؛ ألفريد بستر؛ فريتز ليبر

- 2002: صموئيل آر. ديلاني؛ مايكل موركوك؛ جيمس بليش. دونالد ولهايم

- 2003: ويلسون تاكر؛ كيت ويلهلم؛ ديمون نايت؛ إدغار رايس بوروس

- 2004: برايان ألديس؛ هاري هاريسون؛ ماري شيلي؛ أي. أي. «دوك» سميث

- 2005: ستيفن سبيلبرغ؛ فيليب ك. ديك؛ تشيسلي بونستيل؛ راي هاريوسن

- 2006: جورج لوكاس؛ فرانك هربرت؛ فرانك كيلي فرياس؛ آن مكافري

- 2007: إد إمشويلر؛ جين رودينبيري. ريدلي سكوت؛ جين وولف

- 2008: إيان بالنتين وبيتي بالنتين؛ ويليام جيبسون؛ ريتشارد إم. بويرس؛ رود سيرلينغ

- 2009: إدوارد ل. مايكل ويلان؛ فرانك آر. بول؛ كوني ويليس

- 2010: أوكتافيا أي. بتلر؛ ريتشارد ماثيسون؛ دوغلاس ترومبول؛ روجر زيلازني

- 2011: فنسنت دي مصير. غاردنر دوزوا؛ هارلان إليسون؛ جان جيرود

- 2012: جو هالدمان؛ جيمس تيبتري، الابن. جيمس كاميرون؛ فيرجيل فينلي

- 2013: إتش. آر. جيجر؛ جوديث ميريل؛ جوانا روس؛ ديفيد بوي؛ جون ر. تولكين[8][31][31][31][5]

- 2014: فرانك فرازيتا؛ هاياو ميازاكي؛ ليه براكيت؛ أولاف ستابلدون؛ ستانلي كوبريك[9][32][32][32][6]

- 2015: جيمس أي. غن؛ جورج ميلييس؛ جون شونهير؛ كورت فونيجت؛ جاك غوغان[10]

## إعادة تسمية المتحف
في نوفمبر 2016 أعلن المتحف المسمى حينها (EMP) إعادة تسمية ليصبح متحف ثقافة البوب، أو موبوب (MoPOP). في رسالة بالبريد الإلكتروني للأعضاء الحاليين والسابقين، كتب المدير التنفيذي والمخرج باتي إيساكسون سابي:

امتداد للخيال العلمي والفانتازيا والرعب والأزياء والرياضة وألعاب الفيديو، موبوب يعكس رؤيتنا لتخطيط واستكشاف ودعم الأعمال الإبداعية التي تشكل حياتنا وتلهمها.

## هندسة معمارية
يقع موبوب في حرم مركز سياتل، المجاور ل لإبرة الفضائية ومركز سياتل سينتر مونورايل الذي يمر عبر المبنى. تم تصميم الهيكل نفسه من قبل فرانك جيري، ويشبه العديد من أعمال شركته الأخرى في بناء الصفائح المعدنية، مثل متحف غوغنهايم بلباو، وقاعة الحفل لوالت ديزني، وبرج جيري. جزء كبير من مواد البناء ظهرت مكشوفة في المناطق الداخلية للمبنى. مساحة المبنى عبارة عن 140,000 قدم مربع (13,000 متر مربع)، مع أثر عبارة عن 35,000 قدم مربع (3,300 متر مربع). تم تسمية كنيسة السماء المركزية في المتحف تكريما ل جيمي هندريكس. يوجد في فندق كنيسة السماء مكان لحفلات موسيقية قادر على استيعاب ما يصل إلى 800 ضيف، ويضم سقوفا بطول 70 قدما، وصوتيات وإضاءة على أحدث طراز، وشاشة ليد داخلية عالية الدقة. آخر كمرة من الصلب الهيكلي سيتم وضعها في مكان حيث تحمل توقيعات جميع عمال البناء الذين كانوا في الموقع في اليوم الذي أقيمت فيه. كانت شركة هوفمان للبناء في بورتلاند، أوريغون، المقاول العام. وكان ماغنوسون كليمنسيك أسوسياتس من سياتل المهندسين الهيكليين للمشروع.

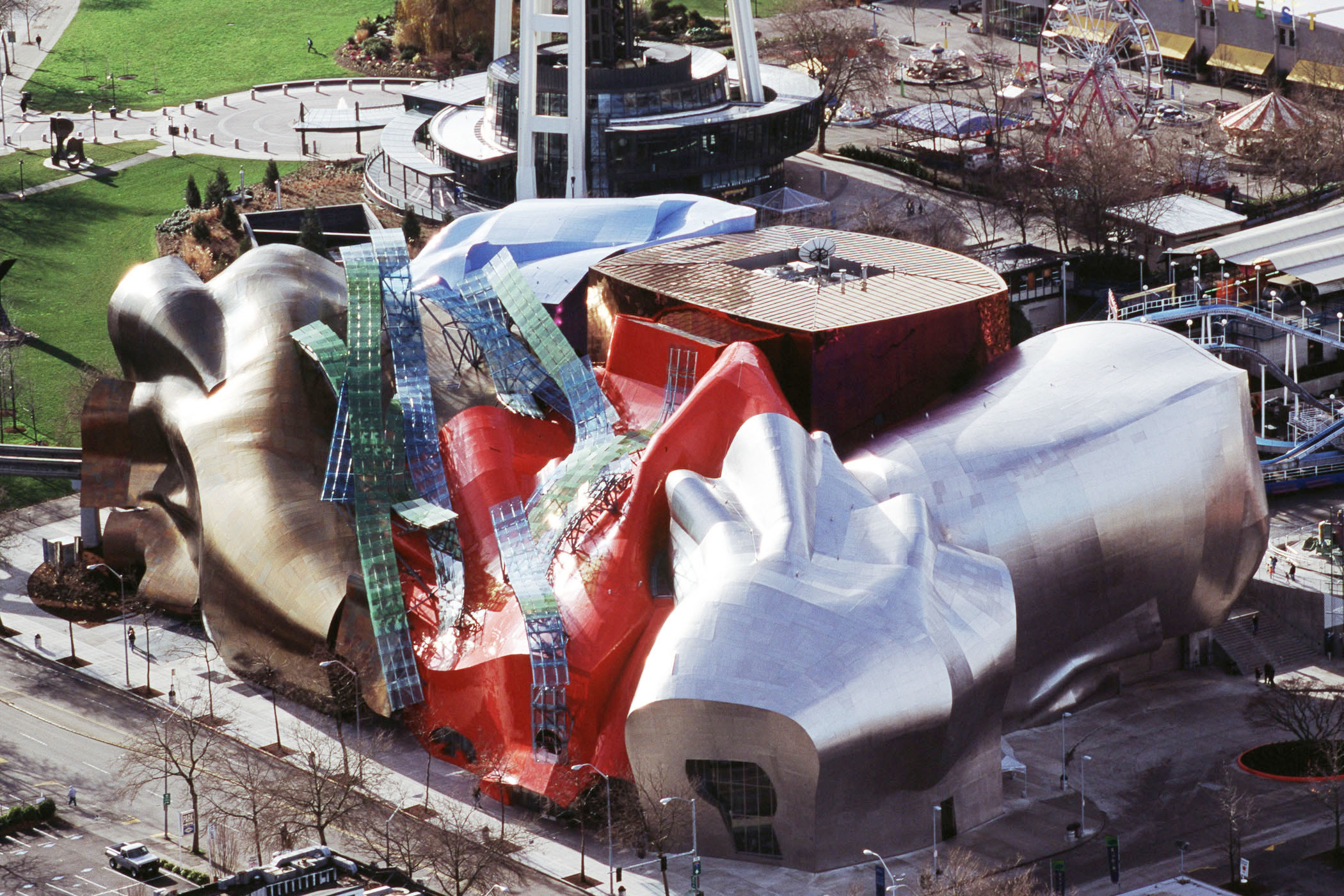
تصميم بواسطة فرانك جيري

قبيل الافتتاح، قالت سياتل ويكلي إن التصميم يمكن أن يشير إلى «المقارنة التي كثيرا ما يتم اقتباسها المشيرة للإيتار الكهربائي المحطم». في الواقع، كان جيري نفسه قد أجرى المقارنة، «بدأنا في جمع صور ستراتوكاستر، وجلب أجسام الإيتار، استنادا إلى تلك الأشكال في تطوير أفكارنا». وقد استقبل سكان مدينة سياتل العمارة مع خليط من الإشادة لجيري والانتقاد لهذا الصرح الخاص. وقال الكاتب البريطاني جوناثان رابان، الذي ولد في سياتل، «لقد صمم بعض المباني الرائعة، مثل متحف غوغنهايم في بيلباو، لكن جهده في سياتل، مشروع الموسيقى التجريبية، ليس واحدا منها». وصفه ناقد العمارة في نيويورك تايمز هربرت موشامب بأنه «شيء زحف من البحر، وتوغل، وتوفي». وصفته مجلة فوربس بأنه واحدا من أبشع عشرة مباني في العالم. آخرون يصفونه بأنه «سائل» أو يطلق عليه «البواسير». وعلى الرغم من بعض المراجعات الهامة للهيكل، فقد أطلق على المبنى اسم «خلفية مناسبة لأكبر مجموعة من تذكارات جيمي هندريكس في العالم». خارج المبنى الذي يضم مزيج من القوام والألوان، بما في ذلك الذهب، والفضة، والأحمر الغامق والأزرق و «الأرجواني الضبابي المتلألئ»، قد أعلن عنه كـ«تمثيل مناسب لتجربة الروك الأمريكية».

## الشؤون المالية
وقد حقق المتحف نجاحا ماليا مختلطا. في محاولة لجمع المزيد من الأموال، استخدم منظمو المتحف مجموعة الفن الواسعة لألين لإنشاء معرض عام 2006 ضمن حدود متحف موبوب. كان المعرض بعنوان دوبل تيك: من مونيه إلى ليشتنستين. وشمل المعرض «القبلة» لروي ليشتنستين (1962)، و«القارئ» ل بيير أوغست رينوار (1877)، و«بستان من أشجار الخوخ المتفتحة» ل فنسنت فان جوخ (1888)، و«السباحون الأربعة» ل بابلو بيكاسو (1921)، والعديد من الأعمال الفنية ل كلود مونيه بما في ذلك واحدة من لوحات الزنابق المائية (1919) وقصر مولا (1908). ومنذ ذلك الحين نظم المتحف العديد من المعارض التي تركز بشكل أكثر تحديدا على الثقافة الشعبية: الصوت والرؤية: الفنانون يحكون قصصهم، الذي تم افتتاحه 28 فبراير 2007، على سبيل المثال، جمع كل من الموسيقى والخيال العلمي في معرض واحد، واستند على مجموعة المتحف الواسعة لتسجيلات التاريخ الشفوي. وقد تراوحت معارض المتحف الأخيرة من سينما الرعب، وألعاب الفيديو، والسترات الجلدية السوداء إلى فيلم القانتزيا والأدب.